# Hypocala holcona
Hypocala holcona là một loài bướm đêm trong họ Noctuidae.